# Бергкамп, Роланд
Роланд Бергкамп (нидерл. Roland Bergkamp, МФА: [ˈroˑlɑnt ˈbɛrxkɑmp]; родился 3 апреля 1991 года, Амстелвен) — нидерландский футболист, игравший на позиции нападающего.

## Клубная карьера
Роланд Бергкамп — воспитанник футбольного клуба ТОГБ из города Беркел-эн-Роденрейс. С пятнадцати лет он выступал за юношеский состав «Эксельсиора» из Роттердама, а в мае 2008 года Роланд заключил с клубом контракт на три года.
Дебют нападающего в команде состоялся 14 августа 2009 года в матче Эрстедивизи против «Ден Боса», завершившемся гостевой победой роттердамцев со счётом 2:3. 12 марта 2010 года Бергкамп забил свой первый гол за «Эксельсиор», поразив ворота МВВ из Мастрихта. В своём первом сезоне Роланд отметился тремя забитыми голами в 26 матчах чемпионата, по итогам которого его команда смогла завоевать путёвку в Эредивизи.
В конце августа 2012 года Роланд перешёл на правах аренды в клуб ВВВ-Венло. В июле 2013 года заключил контракт с клубом «Эммен» по схеме 1+1.
24 июня 2015 года Бергкамп перешёл в роттердамскую «Спарту», подписав с клубом контракт на два года.

## Личная жизнь
Отец Роланда, Ад Бергкамп, работал в медицинском штабе «Эксельсиора», занимая должность хирурга-ортопеда. Внучатый племянник Денниса Бергкампа.

## Достижения
«Спарта»
- Победитель Первого дивизиона Нидерландов: 2015/16

## Статистика выступлений
| Клуб       | Сезон   | Чемпионат | Чемпионат | Плей-офф чемпионата | Плей-офф чемпионата | Кубок Нидерландов | Кубок Нидерландов | Итого | Итого |
| Клуб       | Сезон   | Игры      | Голы      | Игры                | Голы                | Игры              | Голы              | Игры  | Голы  |
| ---------- | ------- | --------- | --------- | ------------------- | ------------------- | ----------------- | ----------------- | ----- | ----- |
| Эксельсиор | 2009/10 | 26        | 3         | 4                   | 0                   | 0                 | 0                 | 30    | 3     |
| Эксельсиор | 2010/11 | 28        | 5         | 4                   | 2                   | 1                 | 0                 | 33    | 7     |
| Эксельсиор | Итого   | 54        | 8         | 8                   | 2                   | 1                 | 0                 | 63    | 10    |

(откорректировано по состоянию на конец сезона 2010/11)